# Henryk Kossowski der Ältere
Henryk Kossowski der Ältere (* 17. Juli 1815 in Krakau, Kaisertum Österreich; † 19. September 1878 in Krakau, Österreich-Ungarn) war ein polnischer Bildhauer und Hochschullehrer.

## Leben
Von 1828 bis 1831 studierte Henryk Kossowski an der Akademie der Bildenden Künste Krakau bei Joseph Schmelzer. Darauf ließ er sich in Berlin von Christian Daniel Rauch und Johann Gottfried Schadow in Bildhauerei unterweisen. Im Jahr 1845 setzte er als „Stipendist des Senats der Freien Stadt Krakau“ sein Studium in München bei Ludwig Schwanthaler fort.
Die Akademie der Bildenden Künste Krakau bestellte ihn 1846 zum Professor; hier lehrte er bis 1875. Er führte an der Einrichtung das Studium der Bildhauerei an Lebendmodellen ein. Zu seinen Schülern gehörten Paris Filippi, Antoni Kurzawa, Franciszek Wyspiański, Marceli Guyski und Walery Gadomski. Sein Sohn, Henryk Kossowski der Jüngere (1855–1921), studierte ebenfalls bei ihm.
Henryk Kossowski der Ältere verstarb 1878 und wurde auf dem Friedhof Rakowicki zur letzten Ruhe gelegt.

## Werke (Auswahl)

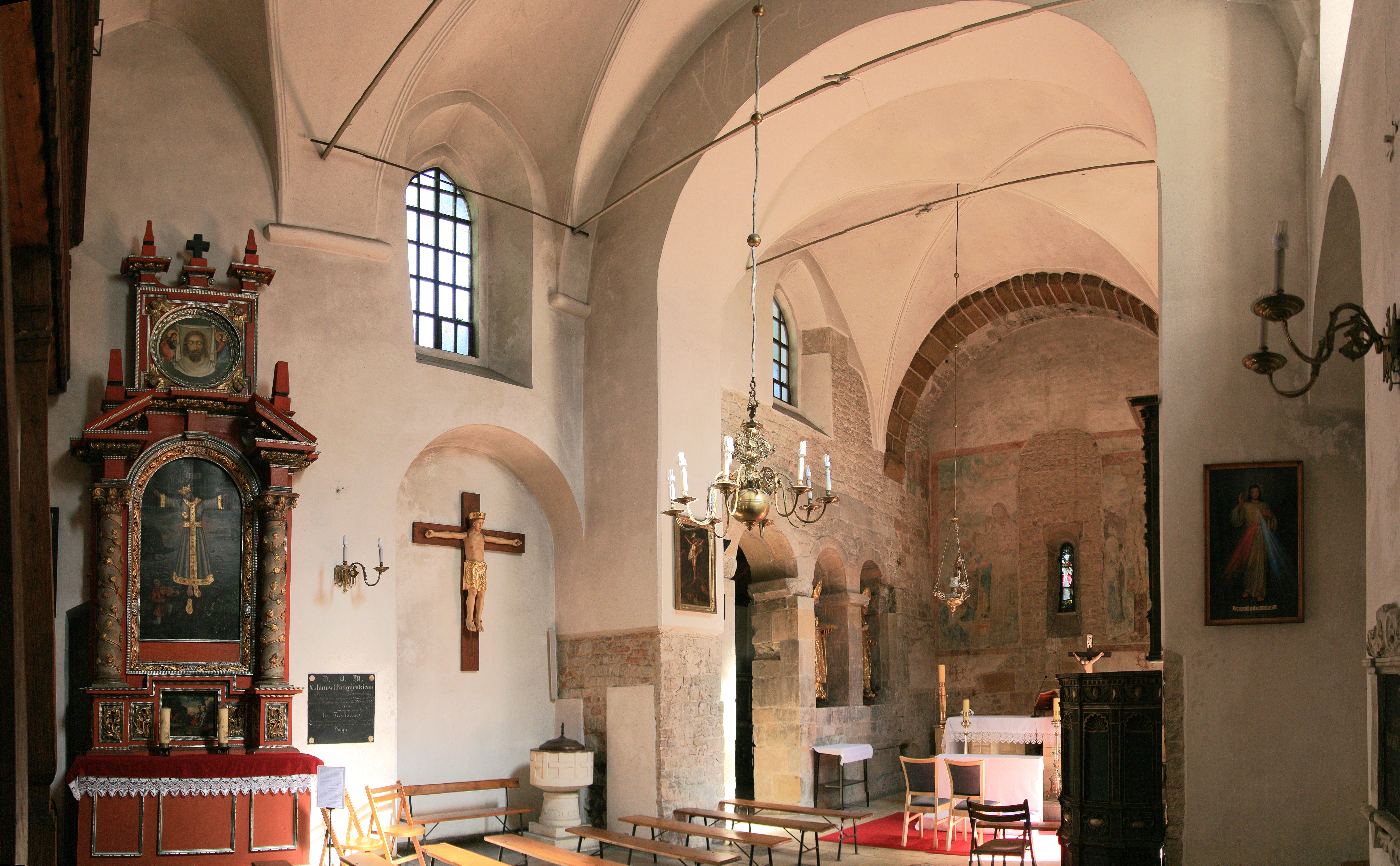
Salvatorkirche in Krakau, links das Reliquiar der Hl. Bronisława

Kossowski schuf Porträts und religiöse Kompositionen. Er fertigte Porträtbüsten des Dichters Jan Kochanowski und Piotr Kochanowski (Franziskanerbasilika Krakau) sowie eine Büste des Politikers Julian Ursyn Niemcewicz (Nationalmuseum in Krakau). Für seine Büste König Friedrich Wilhelms III. erhielt er den Titel eines „Akademischen Bildhauers“. Andere seiner Arbeiten tragen Titel wie Paris und Helena und Christus heilt einen Blinden. Er schuf zudem 1840 ein sargförmiges Reliquiar der Hl. Bronisława für die Salvatorkirche in Krakau (Kościół Najświętszego Salwatora).